# Bades
Bades is een bestuurslaag in het regentschap Lumajang van de provincie Oost-Java, Indonesië. Bades telt 11.606 inwoners (volkstelling 2010).